# ニル (八旗制度)
ニル (満文：ᠨᡳᡵᡠ, 転写：niru, 漢文：牛彔/佐領) は、後金から清朝にかけて続いた八旗制度の、基底をなす最小単位の団体の名称。壮丁300人 (後に変動) で一組のニルを編成し、ニルが五組でジャラン、ジャランが五組でグサとする。八旗制度はこのグサ (旗) が八組あることに因む。ニルには壮丁の家族も含まれるため、実際の所属人数はこれよりも多い。
後に満洲語名称の「ニル」は「佐領」の漢語が当てられたが、「佐領」が更に後にニルの長であるニルイ･エジェンをも指すようになったため、文献によっては「佐領」が「ニル」なのか、「ニルイ･エジェン」なのか、文脈判断を要する。

## 由来

### 語源
「ニル (ᠨᡳᡵᡠ, niru)」とは本来「矢」の意味で、その中でも、練習用の矢「カチラン (kacilan, 把箭)」より羽根が大きく、鏃が厚い、狩猟用の矢 (猟矢さつや) を指すとされる。「オクト･ニル (okto niru)」は毒矢、「スドゥ･ニル (sudu niru)」は鏑をつけない矢、「チュ･ニル (cu niru)」は火矢、というように様々な派生語がみられる。

### 発祥
北京入城 (明清交替) 以前のマンジュ (満洲族) は生活の一部として狩猟を行っていたが、その際、人数の多寡は違えど必ず複数人で馬を走らせ、一人で猟場に行くということはしなかった。この団体は狩猟を始める前に十人一組の単位に分かれ、各組は纏め役を一人立てて、残りの九人が各自一本ずつ猟矢を託すことになっていた。その為、この纏め役は「矢(niru) の(i) 主(ejen)」＝「ニルイ･エジェン」と呼ばれるようになり、そしてこの「ニル」がやがて狩猟時の最小行動単位の名称として使われるようになった。

## 発展

### 変貌
ヌルハチは建州部三衛の統一から数年後にマンジュ･グルン (満洲国) を樹立した。1601年頃には巻き狩り (狩猟方式の一種) を原型とする社会組織 (後の八旗制度) を徐々に構築していく中で、「ニル」という古い概念を継承しつつ、壮丁定員300人に対してニルイ･エジェン (牛彔･額真) を各一人配属するよう改め、それまでの狩猟時の寄り合いから、国家統治制度の基底部分をなす団体へと変貌させていった。
続いて1615年、ヌルハチは「ニル」を更に発展させ、五組のニルにジャラン･イ･エジェン (jalan i ejen, 甲喇･-) を一人、五組のジャランにグサ･イ･エジェン (gūsa i ejen, 固山･-) を一人、更にグサ･イ･エジェンの下には補佐役として、左右一人ずつのメイレン･イ･エジェン (meiren i ejen, 梅勒･-) を設置することを定めた。単純計算で、グサ (gūsa) 一つあたり7,500人 (=300 *5 *5) という数になる。グサははじめ四組、後に八組に増編され、「八(jakūn) 旗(gūsa)」と呼ばれるようになった。
こうして1616年のアイシン･グルン (後金国) 樹立とともに、「マンジュ･グサ (八旗満洲)」が制度として定められた。その後、周辺部族を征服、懐柔してゆく過程で、帰順した異民族の管理が必要となったことに伴い、1623年には新たに「モンゴ･ニル (蒙古･牛彔)」が新設され、更にホンタイジ即位後の1630年には「漢軍ニル」と「漢軍旗」(八旗になるのは1642年) が新設された。

### 改称
1634年には、グサ･イ･エジェンを除く「エジェン」が全て「ジャンギン」に改称され、「ニルイ･エジェン」は「ニルイ･ジャンギン」と呼ばれるようになった。「ジャンギン」は漢語の「将軍」を満洲語に音訳した言葉で、後に由来が忘れられたのか、「ジャンギン」の漢訳には「将軍」ではなく「章京」が充てられた。
1635年に内蒙古を平定すると、モンゴ･ニルを元に「モンゴ･グサ (八旗蒙古)」が新設された。翌年にはダイチン･グルン (大清国) が樹立し、翌々年に李氏朝鮮、翌々々年に外蒙古諸部と、次々に周縁諸部族を征服した。そして1642年には「漢軍旗」が四旗から八旗へ増え、ここに三民族構成の制度が整った。

1643年にホンタイジが崩御し、即位したフリン (順治帝) がヌルハチ以来の念願である北京入城 (明清交替) を果たしたことで、国家制度はさらに漢化されてゆく。1660年には「ニルイ･ジャンギン」の漢訳として「佐領」が制定され、同時に品秩は四品と定められた。さらに後に「佐領」は「ニルイ･ジャンギン」と「ニル」の両方の意味を兼ねることになる。

### 四種
1660年、ニルは以下の四種に分類された。
・フジュリ･ニル (fujuri niru, 勳舊佐領)：
属部を率いて帰順した部主が授与されたニル。ニルイ･ジャンギンはその部主の末裔まで世襲された。原管佐領とも。フジュリ (fujuri) は「名家」の意味。
・ジャラン･ハラメ･ボショロ･ニル (jalan halame bošoro niru, 世管佐領)：
同一族者のみを率いて帰順した部主に授与されたニル。ニルイ･ジャンギンはその部主の子孫により代々承襲された。ジャラン (jalan) は「世代」、ハラメ (halame) は「交代」、ジャラン･ハラメで「代々」の意。
・エンチュレブヘ･ジャラン･ハラメ･ボショロ･ニル  (enculebuhe jalan halame bošoho niru, 優異世管佐領)： 
戦争 (旗常) などで功績をあげた者が、恩賞として戸口 (清朝に戸籍をもつ世帯) を与えられ、それを以て編成したニル。ニルイ･ジャンギンは代々世襲された。
・イスフンデ･ボショロ･ニル (互管佐領)：ᡳᠰᡥᡠᠨᡩᡝ ᠪᠣᡧᠣᡵᠣ ᠨᡳᡵᡠ (ishunde bošoro niru)。
帰属時点で所属壮丁人数が尠い部落を、幾つか合併して一つにしたニル。ニルイ･ジャンギンはその姓の異なる二、三の部主に交代で担当させた。イスフンデ (ishunde) は相互の意。

## 統計
清朝の入関前では、グサ･ニル (八旗牛彔)が合計583組、半分ニルが28組あったとされるが、この時点で、マンジュ･ニルが319組と半分ニル14組、モンゴ･ニルが130組、漢軍ニルが206組と半分ニル3組、グサ･ニル (八旗牛彔) 合計は664組であったとされる。
八旗は実際には満・蒙・漢人に限っていたわけではなく、ニルに編成されいずれかの旗に属するという基準さえ満たせばあらゆる帰順者が編入された。八旗満洲にもエヴェンキ、オロチョン、ダウール等の満洲人以外の北方民族(新満洲人)のニルが編成され編入された他、朝鮮人(高麗佐領)のニルも存在し、ロシア人捕虜（俄羅斯佐領）や亡命ベトナム人(安南黎氏佐領)、テュルク系ムスリム(現在のウイグル人。回子佐領)、チベット人(番子佐領)のニルも編成され八旗満洲や八旗漢軍に配属された。

## 雑学
満洲語の「ニル」は蒙古語で「ソム (sumu)」という。蒙古地区 (外蒙および内蒙) で使用される行政区画の名称「ソム (sumu)」はすなわち「ニル」と同義語である。

## 参照

### 史籍
- 編者不詳『滿洲實錄』1781 (漢文) ＊中央研究院歴史語言研究所版
- 趙爾巽, 他100余名『清史稿』巻117, 清史館, 1928 (漢文) ＊中華書局版

### 研究書
- 田村実造, 他『五體清文鑑譯釋』(日本語訳) 京都大学文学部内陸アジア研究所, 1966 (満文, 藏文, 蒙文, 回文, 漢文)
- 安双成『满汉大辞典』遼寧民族出版社, 1993 (中国語)
- 胡增益 (主編)『新满汉大词典』新疆人民出版社, 1994 (中国語)

### 論文
- 承志「八旗ニルの根源とニル分類について」『東洋史研究』第65巻第1号、東洋史研究会、2006年6月、202-169頁、CRID 1390853649763621632、doi:10.14989/138185、hdl:2433/138185、ISSN 0386-9059。
- 増井寛也「清初ニル類別考」（PDF）『立命館文學』第608号、京都 : 立命館大学人文学会、2008年12月、370-348頁、CRID 1520853833632034944、ISSN 02877015。

### Webサイト
- 栗林均「モンゴル諸語と満洲文語の資料検索システム」東北大学
- 「明實錄、朝鮮王朝実録、清實錄資料庫」中央研究院歴史語言研究所 (台湾)